# Stockholm (Maine)
Stockholm város az USA Maine államában, Aroostook megyében. Lakosainak száma 250 fő (2020. április 1.).

## Népesség
A település népességének változása:

| 2010 | 253 |
| 2020 | 250 |